# Erhard Milch

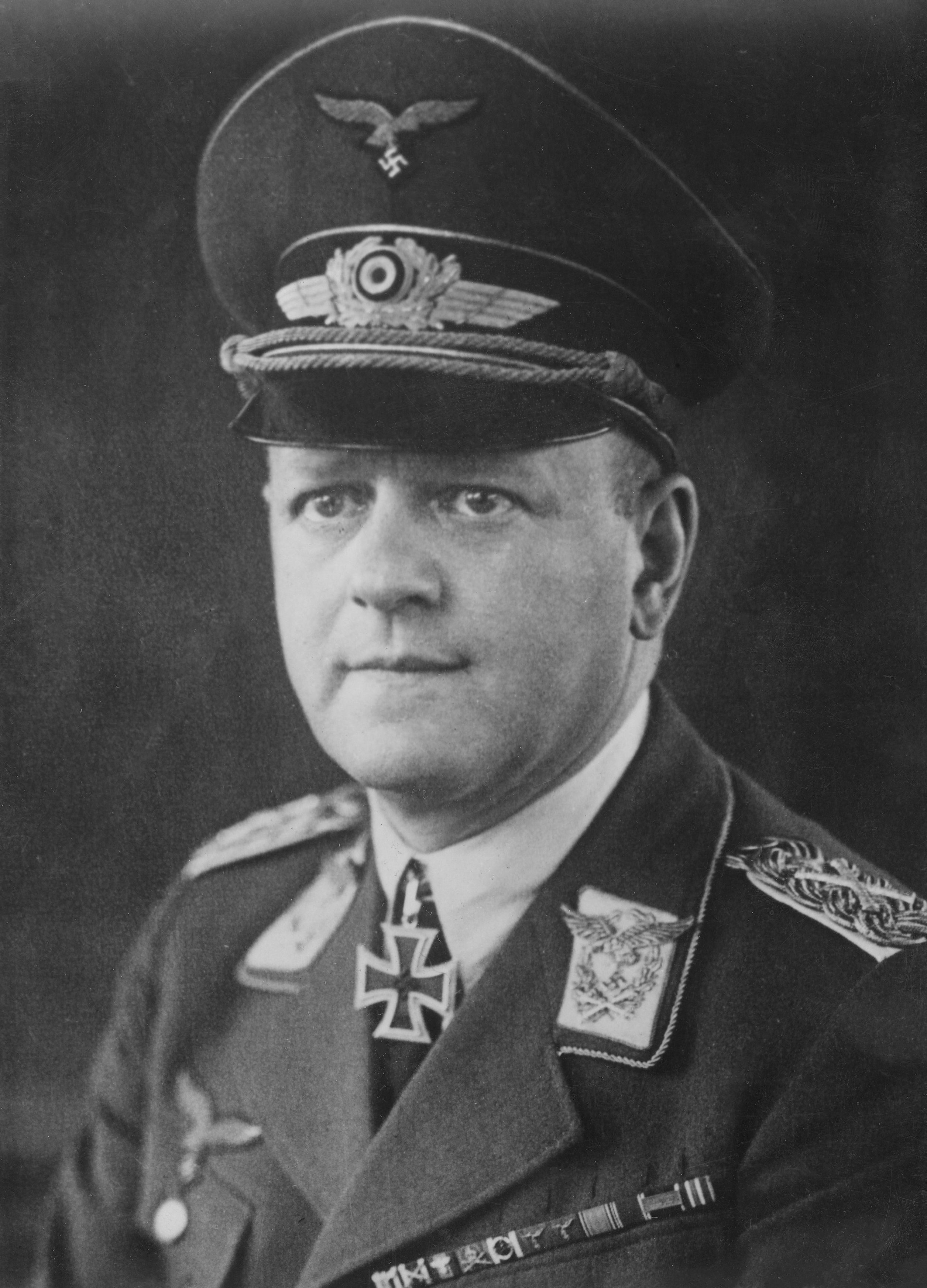
Erhard Milch (1942)

Erhard Milch (* 30. März 1892 in Wilhelmshaven; † 25. Januar 1972 in Wuppertal) war ein deutscher Heeres- und  Luftwaffenoffizier (ab 1940 Generalfeldmarschall). In der Zeit des Nationalsozialismus war er von 1933 bis 1945 Staatssekretär des Reichsluftfahrtministeriums (RLM), zugleich Generalinspekteur der Luftwaffe und nach Ernst Udets Suizid im November 1941 bis Juli 1944 Generalluftzeugmeister. Im Nürnberger Milch-Prozess vom 2. Januar bis 17. April 1947 vor dem amerikanischen Militärgerichtshof wurde Milch als Kriegsverbrecher zu lebenslanger Haft verurteilt. 1954 wurde er vorzeitig aus der Haft entlassen.

## Leben

### Kaiserreich und Erster Weltkrieg
Milch war Sohn des aus dem jüdischen Glauben konvertierten Marinebeamten und Oberstabsapothekers Anton Milch. Seine Mutter war dessen Ehefrau Clara Wilhelmine Milch, geborene Vetter. Eine Änderung dieser amtlichen Eintragung ist niemals erfolgt. Erhard trat im Februar 1910 nach bestandenem Abitur als Fahnenjunker in das „Fußartillerieregiment von Linger (Ostpreußisches) Nr. 1“ ein und wurde 1911 Leutnant. Er entwickelte schon früh ein Interesse für die Fliegerei, jedoch blieb ihm eine Versetzung zunächst verwehrt, und so zog er im September 1914 als Adjutant im II. Reserve-Bataillon des Fußartillerie-Regiments „von Dieskau“ (Schlesisches) Nr. 6 in den Ersten Weltkrieg.
Ab 1. Juli 1915 wurde er als Flugzeugbeobachter ausgebildet und eingesetzt. Hierbei wurde ihm auch das Eiserne Kreuz I. Klasse verliehen. Im Spätherbst 1916 war Milch Oberleutnant und Adjutant des Schulkommandeurs der Fliegerschule Alt-Autz in Kurland (und direkter Vorgesetzter Kurt Tucholskys). Kurz vor Ende des Ersten Weltkriegs erhielt der inzwischen zum Hauptmann beförderte Milch noch das Kommando über die „Jagdgruppe 6“.

### Weimarer Republik
Die deutschen Luftstreitkräfte waren seit dem November 1918 durch den Waffenstillstand von Compiègne stillgelegt, doch verfügte der bei Kriegsende aufgestellte Grenzschutz Ost über eine „Freiwillige Fliegerabteilung 412“ unter dem Kommando Milchs, der danach bis zum 31. Januar 1920 Führer der „Polizeifliegerstaffel Königsberg“ war. Der Versailler Vertrag vom 28. Juni 1919 hatte Deutschland sämtliche Luftstreitkräfte verboten und daher ordnete die Ende 1919 gebildete Interalliierte Militär-Kontrollkommission auch die Auflösung der Polizeifliegerei an. So quittierte Milch den Polizeidienst und wurde Geschäftsführer der u. a. von Hugo Junkers gegründeten Danziger Luftpost GmbH. Milch wurde ab 1925 von Willy Fisch in den Prozess zur Gründung der Deutschen Luft Hansa AG einbezogen und für den Vorsitz in der zukünftigen Geschäftsleitung vorgeschlagen sowie gezielt vorbereitet. Fischs Motiv war, die Rolle des Reichsverkehrsministeriums an diesem vor allem militärisch gewünschten Entwicklungsschritt zu verschleiern.

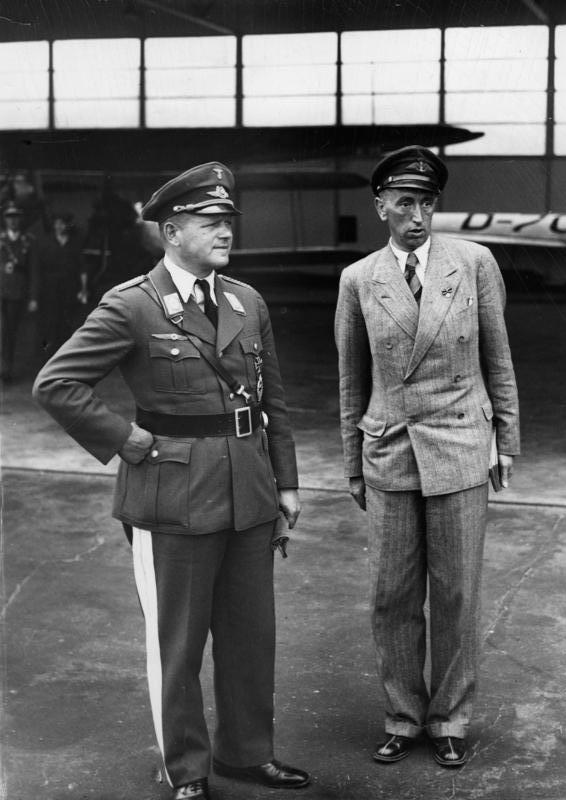
Erhard Milch (links) mit Theodor Osterkamp im Jahre 1934

Milch war anschließend Technischer Direktor und Vorstandsmitglied der 1926 gegründeten Deutschen Luft Hansa, ab 1942 deren Aufsichtsratsvorsitzender und Präsident.

### Zeit des Nationalsozialismus

#### Vorkriegszeit
Februar 1933 beantragte Milch die Aufnahme in die NSDAP und wies darauf hin, dass er sich bereits 1929 zu einem Beitritt bereiterklärt hatte, aber beschieden wurde, noch zu warten. Er wurde dementsprechend rückwirkend zum 1. April 1929 aufgenommen (Mitgliedsnummer 123.885). Umgehend nach der Machtergreifung der Nationalsozialisten wurde Milch von Hermann Göring angeworben. Er war als Görings Staatssekretär in den 1930er Jahren für den Aufbau der Luftwaffe zuständig, durch gleichzeitige Reaktivierung als Oberst, dann 1934 Generalmajor, 1935 Generalleutnant, 1937 General der Flieger, 1938 Generaloberst und ab 1. Februar 1939 Generalinspekteur der Luftwaffe Vertreter des Oberbefehlshabers (Göring). Ob er über das menschenverachtende Vorgehen des NS-Systems gegen Andersdenkende gewusst hat (z. B. nach dem 1935 erfolgten Besuch im KZ-Dachau), konnte in den Nürnberger Prozessen nicht geklärt werden.
In den Zeitraum der Aufrichtung der Luftwaffe fällt auch die Eröffnung des Flughafens Frankfurt, wo er eine Rede hielt.

#### Zweiter Weltkrieg
Am 19. Juli 1940 wurde er zum Generalfeldmarschall ernannt und ab 1941 wurde er als Generalluftzeugmeister der eigentliche Leiter der technischen Entwicklung und der Rüstungsproduktion der Luftwaffe.
In dieser Funktion war er auch verantwortlich für die Unterdruck-Versuche der Luftwaffe an Häftlingen des KZ Dachau ab 1942. Nach dem Suizid von Ernst Udet, der das Amt des Generalluftzeugmeisters vor Milch innehatte, hatte er die Versäumnisse seines Vorgängers aufzuarbeiten. Udet hatte die technische Entwicklung der Luftwaffe vernachlässigt und die Produktionszyklen neuer Typen verkürzt, indem er sie vor der Serienreife zur Fertigung freigab. Beispiele hierfür sind die Projekte Heinkel He 177, Messerschmitt Me 210 und auch die Junkers Ju 188. Neben Albert Speer war Milch der zentrale Akteur der deutschen Rüstungsproduktion, insbesondere der Luftrüstung, die er bis August 1944 als Generalluftzeugmeister leitete. In dieser Position hatte er befohlen sowjetische Offiziere nach einem Fluchtversuch zu erschießen. Anschließend sollten sie nach seinen Empfehlungen in der Fabrikhalle aufgehängt werden, „damit die anderen es sehen“. 1942 erhielt er von Adolf Hitler eine Dotation über 250.000 Reichsmark.
Im Januar 1943 übertrug ihm Hitler, der Milchs Organisationstalent schätzte, per Führerbefehl die Versorgung der eingeschlossenen Verbände der 6. Armee in der Schlacht von Stalingrad durch die Luft zu gewährleisten, was davor Görings Aufgabe war. Hierzu reiste Milch mit engen Mitarbeitern aus dem Reichsluftfahrtministerium (RLM) direkt an die Front. Die Aufgabe erwies sich jedoch als unerfüllbar: es gab zu wenig fliegendes Personal, zu wenig Kraftstoff und insbesondere keine geeigneten Flug- und Landeplätze in Reichweite Stalingrads.
Milch hatte zu dieser Zeit den Zenit seiner Karriere überschritten. Die immer stärker werdenden Luftangriffe der Alliierten ab Sommer 1943 auf das Reichsgebiet und der damit einhergehende Verlust der Lufthoheit führten letztendlich zu einem Vertrauensverlust bei Göring und auch Hitler. Dieser Machtverlust verstärkte sich, als Milch die Jägerproduktion, also den Großteil der deutschen Luftrüstung, Anfang 1944 nach verheerenden Angriffen der Alliierten (Big Week) auf deutsche Städte und Rüstungsziele an den so genannten Jägerstab – sprich das Rüstungsministerium – abgeben musste.
Im Juli/August 1944 wurde er schließlich entmachtet, als das Reichsluftfahrtministerium umstrukturiert und die Luftrüstung vom Rüstungsministerium übernommen wurde. Milch selbst wurde zwar noch zu einem Stellvertreter Speers ernannt, trat aber bis Kriegsende nicht mehr in Erscheinung.

#### Fragliche jüdische Abstammung

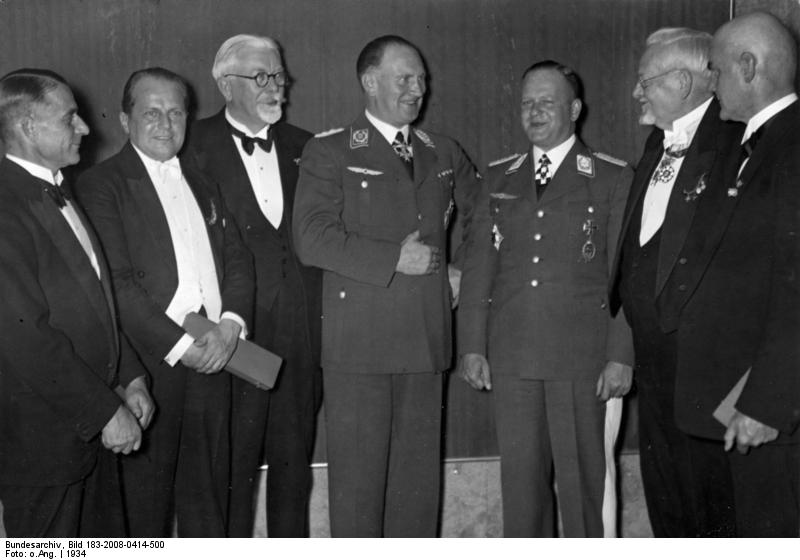
Erhard Milch (3. von rechts) im Jahre 1934

Als Milch 1933 von Göring zum Staatssekretär im Luftfahrtministerium ernannt wurde, war bereits bekannt, dass Milchs Mutter mit einem konvertierten Juden verheiratet war. Sein Vater war der kaiserliche Marine-Apotheker Anton Georg Hugo Milch. Dieser hatte jüdische Eltern und war später konvertiert. Anton Milch war persönlich am 21. März 1892 auf dem Standesamt in Wilhelmshaven erschienen und hatte dort die Geburt seines Sohnes angezeigt. Neun Tage später wurde er dort erneut vorstellig und zeigte dem Standesbeamten an, dass sein Sohn die Vornamen Erhard Alfred Richard Oskar erhalten soll. Erhard Milch bestritt später, aus dieser Verbindung zu stammen; Göring produzierte oder übernahm diese Version und wies an, die Urkunden im Standesamt entsprechend zu fälschen. Milch wurde anschließend offiziell als „Vollarier“ beglaubigt.
Nach dem Krieg erklärte Milch, der von Görings Verteidiger Otto Stahmer als Entlastungszeuge im Nürnberger Prozess gegen die Hauptkriegsverbrecher benannt worden war, im Kreuzverhör 1946, dass er außerehelich gezeugt worden sei.
Einen Monat vor Erlass der Nürnberger Rassegesetze 1935 hatte Hermann Göring mit Datum des 7. Augustes 1935 ein Schreiben an die Reichsstelle für Sippenforschung gerichtet, um das Standesamt in Wilhelmshaven anzuweisen, das örtliche Geburtenregister zu fälschen. Mit Eilbedürftigkeit verlangte er für „Erhard Milch, geboren am 30.12.1892“, als Vater den verstorbenen Carl Bräuer eintragen zu lassen. Falls das Schreiben dort tatsächlich eingegangen ist, umging das Standesamt diese Anweisung zur Fälschung und beließ es bei dem 1892 beurkundeten Zustand der Geburtsurkunde. Auf diese Beibehaltung konnten sich die Beamten dadurch zurückziehen, weil unter dem Datum des 30. Dezembers 1892 keine Geburt einer Person mit Namen Milch angezeigt war. Damit ist bis heute die tatsächliche Vaterschaft von Anton Milch unangetastet bestätigt geblieben.

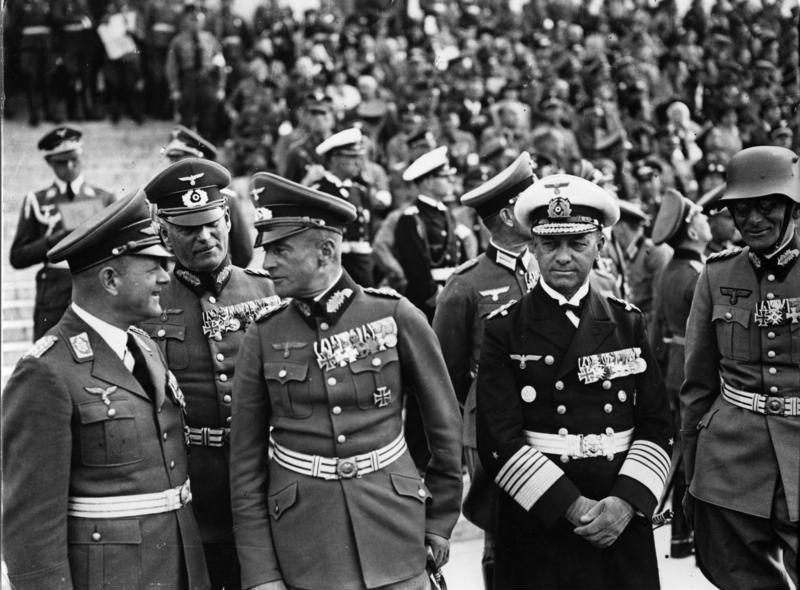
General der Flieger Milch, General der Artillerie Keitel, Generaloberst von Brauchitsch, Generaladmiral Raeder und Kommandierender General des XIII. Armeekorps Freiherr von Weichs während des „Tags der Wehrmacht“ auf dem Reichsparteitag, September 1938

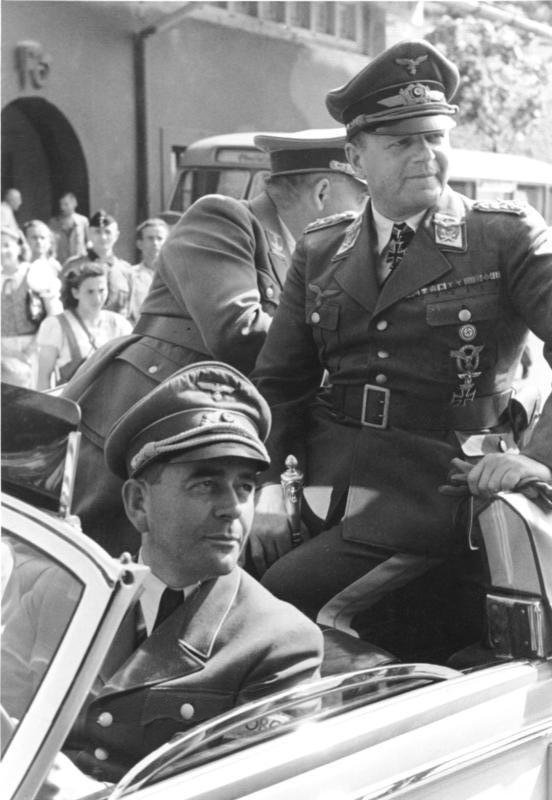
Erhard Milch zusammen mit Albert Speer (am Steuer), Mai 1944

Ob Erhard Milch wirklich Anton Milch zum Vater hatte und damit nach den 1935 erlassenen Nürnberger Gesetzen im NS-Staat als „jüdischer Mischling“ galt, war längere Zeit umstritten. Er selbst hat diese Legende in seinem Umgangskreis ab 1935 verbreitet. Möglicherweise erfolgte das auch nach Abstimmung mit Göring. Milch hätte angeblich 1967 David Irving erzählt, seine Mutter Clara habe eine inzestuöse Beziehung zu ihrem Onkel Karl Brauer unterhalten, welcher der tatsächliche Vater ihrer Kinder gewesen sei. Seine Mutter und Anton Milch hätten diesen Sachverhalt 1933 bestätigt. Obwohl er dafür keine Beweise erbrachte, übernahm Irving diese Geschichte in seine 1970 erschienene Biographie Milchs, Die Tragödie der Deutschen Luftwaffe. Der Historiker Horst Boog wiederum folgte dieser Darstellung 1994 in seinem Artikel zu Milch in der Neuen Deutschen Biographie. Angesichts neuerer Forschungsergebnisse rückte Boog allerdings wenig später davon ab und bezeichnete Erhard Milch als „leiblichen Sohn von Anton Milch und Clara Milch geb. Vetter, die zusammen sechs Kinder, drei Söhne und drei Töchter hatten“, und die von Milch und Irving verbreitete Herkunftsversion als „reine Schutzbehauptung“. Der US-amerikanische Historiker Bryan Mark Rigg vertritt die These, dass Erhard Milch neben einer nennenswerten Anzahl weiterer Offiziere und Mannschaften ranghöchster „jüdischer“ (im Sinne der nationalsozialistischen Rassenideologie) Soldat in der Wehrmacht war. Grundlagen seiner Thesen sind unter anderem verschiedene in den 1990er Jahren geführte Interviews und auch Material des Bundesarchivs. Eine kritische Sichtung der Literatur findet sich bei Erich Kuß.

### Nachkriegszeit

#### Verurteilung in den Nürnberger Prozessen

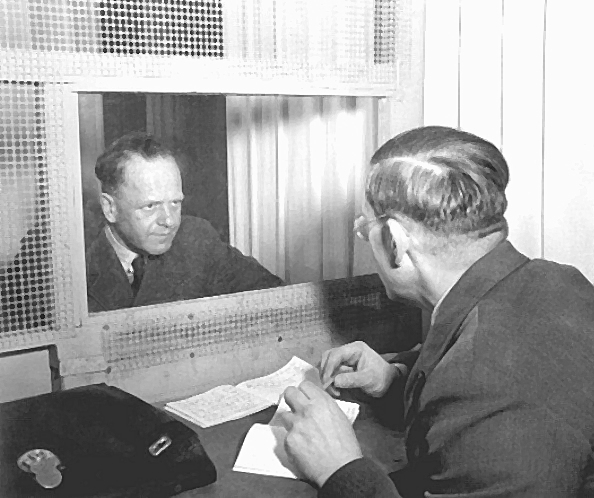
Erhard Milch (links) mit seinem Bruder Werner Milch, der für die Verteidigung im Nürnberger Prozess arbeitete.

Milch war ein glühender Verfechter des Nationalsozialismus. Im Hauptkriegsverbrecherprozess in Nürnberg wurde Milch 1946 als Zeuge im Verfahren gegen Hermann Göring befragt. Hier sagte er aus, dass die deutsche Luftwaffe in erster Linie zur Verteidigung eingerichtet worden wäre. Auch sei sein früherer Vorgesetzter gegen den Krieg gewesen. Die Frage, ob er von Menschenversuchen im KZ Dachau gewusst hatte, konnte während der Nürnberger Prozesse, auch im sogenannten Milch-Prozess nicht geklärt werden, so dass er in diesem Punkt freigesprochen wurde. Milch war aber für die Deportation und den Einsatz von Zwangs- und Fremdarbeitern in der Rüstungswirtschaft des Dritten Reichs mitverantwortlich sowie für den Einsatz von Kriegsgefangenen bei Militäroperationen entgegen Artikel 31 Genfer Konvention. In dem Strafprozess vor einem US-amerikanischen Militärgericht gehörte zu seinen Verteidigern auch sein Bruder, der Jurist und ehemalige Offizier der Wehrmacht Werner Milch. Am 17. April 1947 wurde Erhard Milch von dem Gericht wegen Förderung der Zwangsarbeit und der Ausbeutung von Zwangsarbeitern in den NS-Flugzeugfabriken zu lebenslanger Haft verurteilt.

#### Begnadigung und Entlassung aus der Haft
Am 31. Januar 1951 gab der amerikanische Hochkommissar John Jay McCloy einem Gnadengesuch nach Absprache mit einem beratenden Ausschuss statt und setzte die Strafe von lebenslänglich auf 15 Jahre Haft herab. Sein Gnadengesuch berief sich auf die Unausgeglichenheit des Temperaments von Erhard Milch, die auf eine verschärfte Überreizung der Nerven durch eine Kopfverletzung zurückzuführen sei.
Am 28. Juni 1954 wurde Milch vorzeitig aus dem Kriegsverbrechergefängnis Landsberg entlassen. Er nahm seinen Wohnsitz im Ruhrgebiet und fand später Arbeit als Industrieberater.
Er verstarb am 25. Januar 1972 im Alter von 79 Jahren und wurde auf eigenen Wunsch in aller Stille auf dem Zentralfriedhof Lüneburg, Feld 18 S (Gräber 10ab) beigesetzt.

## Ehrungen
- Öffentliche Belobigung für Lebensrettungstat am 10. Dezember 1908[26]
- Eisernes Kreuz (1914) II. Klasse (4. Oktober 1914)[27]
- Eisernes Kreuz I. Klasse (19. Oktober 1915)[27]
- Preußisches Militär-Flugzeugführer-Abzeichen
- Preußisches Flugzeugbeobachter-Abzeichen am 23. Juni 1916[27]
- Flieger-Erinnerungsabzeichen im Jahr 1919[27]
- Ritterorden der hl. Mauritius und Lazarus, (Großoffizierskreuz) im April 1933[27]
- Zivilverdienstorden (Bulgarien), II. Klasse (Großoffizierskreuz mit Stern) am 31. Mai 1933[27]
- Phönix-Orden I. Klasse (Großkreuz mit Stern) im Mai 1934[27]
- Stern des Ehrenzeichens des Deutschen Roten Kreuzes (27. Juli 1934)[27]
- Ehrenkreuz des Weltkrieges (15. Dezember 1934)[27]
- Flugzeugführer- und Beobachterabzeichen der Wehrmacht am 30. März 1935[27]
- Militär-Verdienstorden (Bulgarien) I. Klasse mit Schwertern am 27. Mai 1935[27]
- Orden der Weißen Rose, II. Klasse am 6. Juni 1935[27]
- St.-Sava-Orden I. Klasse am 30. Juni 1935[27]
- Herzoglich Sachsen-Ernestinischer Hausorden (Großkreuz mit Schwertern) am 15. August 1935[27]
- Ungarischer Verdienstorden I. Klasse im Oktober 1935[27]
- Ehrenzeichen für Verdienste um die Olympischen Spiele 1936, I. Klasse am 16. August 1936[27]
- Dienstauszeichnung (Wehrmacht) IV. bis I. Klasse (2. Oktober 1936)[27]
- Goldenes Parteiabzeichen der NSDAP (30. Januar 1937)[27][28]
- Chilenischer Verdienstorden II. Klasse (Komturkreuz) am 3. März 1937[27]
- Französisches Flugzeugführerabzeichen am 29. September 1937[27]
- Orden der Krone von Italien, (Großkreuz) im September 1937[27]
- Orden des Heiligen Schatzes, I. Klasse im Dezember 1937[27]
- Orden der Krone von Jugoslawien, I. Klasse im Januar 1938[27]
- Luftschutz-Ehrenzeichen I. Stufe am 20. April 1938[27]
- Orden der Strahlenden Jade (China), I. Klasse im Juni 1938[27]
- Jugoslawisches Flugzeugführerabzeichen (Juni 1938), siehe Kroatische Legion[27]
- Medaille zur Erinnerung an den 13. März 1938
- Kolonial-Orden vom Stern von Italien, Großkreuz (20. Februar 1939)
- Medaille zur Erinnerung an den 1. Oktober 1938 mit Spange „Prager Burg“
- Medaille zur Erinnerung an die Heimkehr des Memellandes am 19. September 1939
- Eisernes Kreuz, Wiederholungsspange II. und I. Klasse[27] am 24. September 1939 und 30. September 1939
- Ritterkreuz des Eisernen Kreuzes am 4. Mai 1940[27][29]
- Flugzeugführer- und Beobachterabzeichen in Gold mit Brillanten
- Schwertorden, Großkreuz (6. August 1940)
- Flieger-Tapferkeits-Orden, Kommandeurkreuz (6. Juli 1941)
- Finnischer Orden der Weißen Rose, Großkreuz (30. März 1942)